# 6-benzilaminopurina
La 6-benzilaminopurina (BAP) è un fitormone sintetico appartenente alla famiglia delle citochinine.
Fu sintetizzata e testata in laboratorio dal fisiologo vegetale Folke K. Skoog.